# 禹城县
禹城县，中国古旧县名。

## 政区沿革
本为祝阿县，唐朝贞观元年（627年）源阳县并入祝阿县。天宝元年（742年）更名禹城县，治所在今山东省禹城市西南，
乾元二年（759年）移治今禹城市，属齐州。宋朝因之。金朝属济南府。元朝属曹州。明、清属济南府。
抗日战争及第二次国共内战期间县境曾先后析置齐禹、平禹等县。1993年撤销，改设禹城市。